# Up Holland
Up Holland lub Upholland – wieś i civil parish w Anglii, w hrabstwie Lancashire, w dystrykcie West Lancashire. Leży 34 km na zachód od Manchesteru i 287 km na północny zachód od Londynu. W 2011 miejscowość liczyła 7376 mieszkańców. Upholland jest wspomniana w Domesday Book (1086) jako Hoiland.
Z Up Holland pochodzi Catherine Ashton, brytyjska polityk.